# کرلاینا شر (کارولینای شمالی)
کرلاینا شر (به انگلیسی: Carolina Shores) شهری در ایالت کارولینای شمالی کشور ایالات متحده آمریکا است که جمعیت آن در سرشماری سال ۲۰۱۰ میلادی، ۳٬۰۴۸ نفر بوده‌است.